# Dennis Dugan
Dennis Dugan (Wheaton, Illinois, 5 de Setembro de 1946) é um diretor e ator de cinema e televisão.

## Carreira
Dugan nasceu em Wheaton, Illinois. Em 1979, participou da série Unidentified Flying Oddball. Sua primeira grande aparição na TV foi atuando em um episódio da série de TV Columbo.
No cinema, Dugan já dirigiu filmes como Problem Child, Saving Silverman, National Security, Happy Gilmore e Big Daddy. Na televisão, Dugan já dirigiu episódios de séries como Moonlighting, Ally McBeal e NYPD Blue.
Dugan tem dirigido frequentemente filmes produzidos pela Happy Madison, empresa de Adam Sandler, com quem já havia trabalho em Happy Gilmore e Big Daddy. Dugan dirigiu os filmes The Benchwarmers, I Now Pronounce You Chuck and Larry, You Don't Mess with the Zohan e Grown Ups, filme estrelado por Adam Sandler, Kevin James, Chris Rock, David Spade e Rob Schneider.

## Filmografia

### Cinema
| Ano  | Título                            |
| ---- | --------------------------------- |
| 2025 | Happy Gilmore 2                   |
| 2020 | Love, Weddings & Other Disasters  |
| 2013 | Grown Ups 2                       |
| 2011 | Jack & Jill                       |
| 2011 | Just Go with It                   |
| 2010 | Grown Ups                         |
| 2008 | You Don't Mess with the Zohan     |
| 2007 | I Now Pronounce You Chuck & Larry |
| 2006 | The Benchwarmers                  |
| 2003 | National Security                 |
| 2001 | Saving Silverman                  |
| 1999 | Big Daddy                         |
| 1997 | Beverly Hills Ninja               |
| 1996 | Happy Gilmore                     |
| 1992 | Brain Donors                      |
| 1990 | Problem Child                     |
| 1975 | Smile                             |